# Opalia borealis
Opalia borealis är en snäckart som beskrevs av Keep 1881. Opalia borealis ingår i släktet Opalia och familjen vindeltrappsnäckor. Inga underarter finns listade i Catalogue of Life.